# Ланг, Дженнингс
Дженнингс Ланг (англ. Jennings Lang; 28 мая 1915 — 29 мая 1996) — американский кинопродюсер, сценарист и актёр.

## Биография
Родился 28 мая 1915 года в Нью-Йорке в еврейской семье.
Сначала работал юристом в Нью-Йорке; в 1938 году приехал в Голливуд, где следующей весной он открыл офис агента по поиску талантов вместе со своей будущей женой Флорой Пэм. В 1940 году Ланг присоединился к агентству Jaffe и через несколько лет стал президентом компании, а также одним из ведущих агентов Голливуда.
В 1950 году Дженнингс Ланг присоединился к агентству талантов компании MCA, а два года спустя стал вице-президентом MCA TV Limited. В этом качестве он работал с Revue Productions — дочерней компанией MCA, занимавшейся разработкой, созданием и продажей новых сериалов в 1950-х и 1960-х годах. Работал исполнительным продюсером фильмов с 1969 по 1986 год. В середине 1970-х годов выпустил серию крупных эпических фильмов, в том числе «Аэропорт 1975» и «Землетрясение» (в этой картине использовалась технология Sensurround, дополняющая происходящее на экране звуковыми волнами, вызывающими дрожание по всему театру.
Инсульт в 1983 году вынудил Ланга уйти на пенсию. Он умер 29 мая 1996 года в Палм-Дезерт, штат Калифорния, от пневмонии. Был похоронен в Desert Memorial Park города Катидрал-Сити. У него остались: жена Моника Льюис и трое сыновей, двое из которых — от предыдущего брака.

## Личная жизнь
В 1940 году Дженнингс Ланг женился на коллеге-публицисте Флоре Пэм Фридхайм, от которой у него родилось двое сыновей, в том числе джазовый пианист и студийный музыкант Майкл Ланг. В 1952 году его жена умерла.
В 1956 году Ланг во второй раз женился на актрисе и певице Монике Льюис (1922—2015), с которой он прожил до своей смерти. У них родился один сын.